# Aleksandr Safronov
Aleksandr Aleksandrovitsj Safronov (Russisch: Александр Александрович Сафронов) (Leningrad, 12 november 1952 – Sint-Petersburg, 21 juli 1996) was een Russisch schaatser. Hij was gespecialiseerd op de sprint afstanden en kon goed de 1500 meter schaatsen.
Tijdens de korte schaatsloopbaan van Safronov won hij een titel. In 1975 won hij in Göteborg het WK Sprint. In 1977 liet de Rus zien dat hij ook een snelle tijd kon schaatsen op de 1500 meter. In april van dat jaar schaatste hij in Medeo naar de 8e wereldbesttijd.

## Records

### Persoonlijke records
| Afstand    | Tijd    | Datum           | Baan  |
| ---------- | ------- | --------------- | ----- |
| 500 meter  | 37,42   | 29 maart 1975   | Medeo |
| 1000 meter | 1.15,01 | 16 april 1976   | Medeo |
| 1500 meter | 1.56,62 | 3 april 1977    | Medeo |
| 3000 meter | 4.26,6  | 18 april 1974   | Medeo |
| 5000 meter | 7.54,22 | 10 januari 1973 | Medeo |

### Wereldrecords
| Nr. | Afstand    | Tijd    | Datum         | Baan  |
| --- | ---------- | ------- | ------------- | ----- |
| 1.  | 1000 meter | 1.17,23 | 11 april 1974 | Medeo |

## Resultaten
| Jaar | Olympische Spelen | WK Sprint | WK Junioren |
| ---- | ----------------- | --------- | ----------- |
| 1973 |                   |           | DQ3         |
| 1974 |                   | 4e        |             |
| 1975 |                   | Goud      |             |
| 1976 | 4e 1000m          | -         |             |

- = geen deelname
DQ3 = gediskwalificeerd op de 3e afstand

### Medaillespiegel
| Kampioenschap     | Goud | Zilver | Brons |
| ----------------- | ---- | ------ | ----- |
| Olympische Spelen | 0    | 0      | 0     |
| WK Sprint         | 1    | 0      | 0     |
| WK Junioren       | 0    | 0      | 0     |